# Hjälsta kyrka

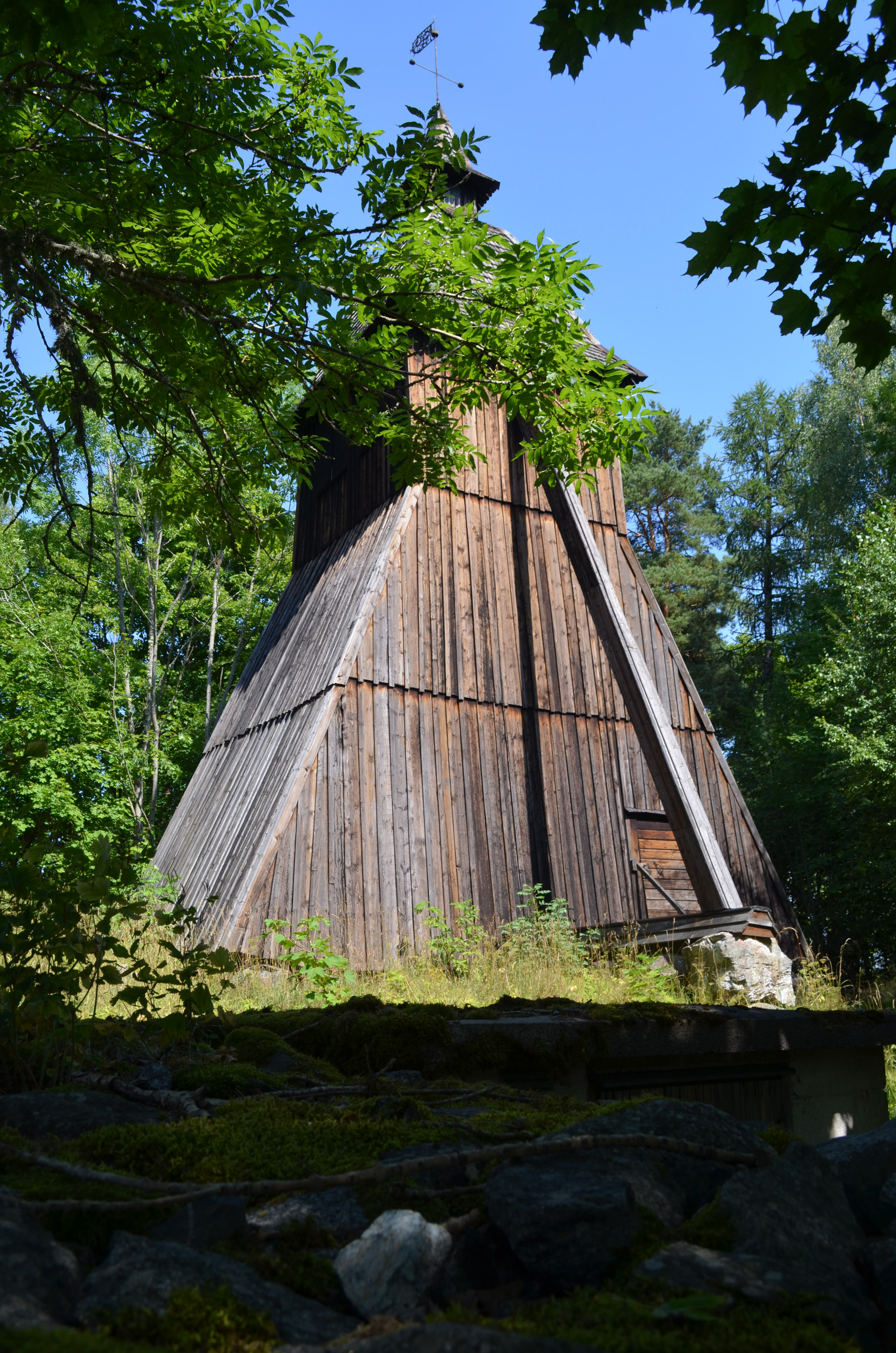
Klockstapeln

Hjälsta kyrka är en medeltida kyrkobyggnad som tillhör Lagunda församling i Uppsala stift. Kyrkan finns i Hjälsta socken och är belägen på en enbevuxen höjd ett par kilometer innanför Hjälstavikens nordspets. Strax utanför kyrkogårdsmuren, på norra sidan, står klockstapeln som är uppförd 1739-1740. Stapeln är panelklädd, har en spåntäckt huv och en flöjel som är en replik av en sönderrostad flöjel från 1600-talet. Av de båda kyrkklockorna är storklockan gjuten 1649 av Jorgen Putensen och lillklockan gjuten 1727 av Eric Näsman.

## Kyrkobyggnaden
Kyrkan är uppförd av gråsten och består av ett långhus med vidbyggd sakristia i norr och vapenhus i söder. Sakristian och vapenhuset byggdes först efter att långhuset hade färdigställts, trots att åtminstone sakristian var planerad från början. Valven vilar direkt på väggarna och tillkom samtidigt med kyrkan. Valvslagningskonsten stod vid denna tid på sin höjdpunkt. I långhuset finns ett åttadelat kryssvalv och en korsstjärna. I korvalvet finns en kimitostjärna med kvadratisk mittpunkt och i vapenhuset finns ett stjärnvalv med fyrklöverstjärna och gubbansikten. I sakristian finns ett kryssvalv. I kyrkorummet saknas kalkmålningar.

### Tillkomst
Hjälsta kyrka ersatte en äldre kyrkobyggnad vid Skönsbergs gård, 600 meter söder om nuvarande kyrkan. Kyrkoruinen undersöktes arkeologiskt 1994 och ännu finns spår kvar av en kyrkogrund och en kyrkogård med bogårdsmur. Den äldre kyrkan har varit i bruk från 1200-talet fram till 1400-talet då den nuvarande kyrkan togs i bruk. Enligt uppgift stod vapenhuset och sakristian kvar på 1700-talet. Orsaken till att kyrkplatsen övergavs skall enligt uppgifter i Johan Peringskiölds SvioGothica vara att Mälarens vattennivå hade stigit och gjort marken sank. Nuvarande kyrka uppfördes högre upp.
Hjälsta socken förefaller vara en sammanslagning av de äldre socknarna Tuna och Julbovik. Denna sammanslagning måste dock skett redan i slutet av 1200-talet och bör inte kunna kopplas till denna kyrkoflytt.
Tack vare utdrag från en medeltida räkenskapsbok är nuvarande kyrkas datering ganska välkänd. Man vet att långhuset och koret började uppföras strax före år 1470 och färdigställdes omkring tjugo år senare. Sakristian och vapenhuset tillkom därefter och omkring år 1490 var arbetet fullbordat. Exakta tidpunkten för kyrkans invigning är inte känd, men troligen ägde den rum 1480-talet när långhus och kor var färdigställda. Invigningen måste ha förrättats av ärkebiskop Jakob Ulvsson som hade sitt residens på näraliggande Biskops-Arnö.

### Ombyggnader efter medeltiden
Kyrkan har sedan medeltiden varit relativt oförändrad, förutom en del fönsterupptagningar under 1700-talet och 1800-talet. 1895 genomfördes en restaurering då kyrkorummet fick en utformning i modernismens prägel. Tidigare sluten bänkinredning kasserades och ersattes med öppna bänkar i nygotisk stil. Korfönstret fick rutor med glasmålningar. Kyrkorummet fick trägolv som låg en halvmeter ovanför tidigare tegelgolv som avlägsnades. Åren 1951-1955 genomgick kyrkan en restaurering under ledning av Cyrillus Johansson då den tidstypiska inredningen från 1895 rensades bort. I sakristian uppmurades ett altare, då de sönderslagna delarna av en medeltida altarskiva användes. 1951 installerades elvärme och 1955 återinfördes sluten bänkinredning. 28 augusti 1955 återinvigdes kyrkan.

## Inventarier
- Dopfunten av sandsten härstammar från 1200-talet och fördes över från en av de tidigare kyrkorna. Funten är försedd med uttömningsanordning och saknar ornering. På 1800-talet bars den ut från kyrkan, men när ärkebiskop Nathan Söderblom hade visiterat församlingen 1925 togs funten åter till heders.
- Triumfkrucifixet är troligen från senare hälften av 1400-talet. Korsarmarna är försedda med ändplattor och nedtill har korset en tapp. 1925 bars krucifixet in i kyrkan och vid restaureringen 1951-1955 hängdes det upp i triumfbågen.
- Predikstolen köptes in 1895 från Fittja kyrka som vid den tiden var öde. Predikstolen i renässansstil är tillverkad på 1600-talet och fanns, enligt bevarade urkunder, i slottskapellet i Biskops-Arnö. Enligt traditionen fördes den dit som krigsbyte från Polen.
- Ett altarskåp med oljemålningar av Syster Marianne i Alsike kloster tillkom vid restaureringen 1951-1955 och ersatte ett kors från 1895 som placerades längst ned i kyrkan.
- Nuvarande orgel är anskaffad 1847 och har fem stämmor. Orgeln är tillverkad av orgelfirman Blomquist & Lindgren i Stockholm. Tillhörande orgelfasad är ritad av arkitekt Carl-Gustaf Blom-Carlsson.
- I kyrkorummet hänger tre ljuskronor där den i koret är äldst och bär årtalet 1677. Mitt i kyrkorummet finns den stora ljuskronan som är inköpt 1710.
- Nuvarande kyrksilver, som skänktes till kyrkan 1950 av Hjälsta kyrkliga syförening, består av nattvardskärl, paten, vinkanna och oblatask. Samtliga föremål i uppsättningen är komponerade för kyrkan och tillverkade av guldsmedsfirman Markström i Uppsala. Tidigare kyrksilver stals natten mellan den 16 till 17 februari 1855 och återfanns aldrig. Fram till 1950 fick församlingen nöja sig med nattvardskärl av nysilver. Av det äldre kyrksilvret finns en sockenbudskalk från början av 1800-talet.
- 1948 skänkte Hjälsta kyrkliga syförening en brudkrona tillverkad av Atelier Borgila.